# Prima Categoria Liguria 1963-1964
Il campionato di calcio di Prima Categoria 1963-1964 è stato il V livello del campionato italiano. A carattere regionale, fu il quinto campionato dilettantistico con questo nome dopo la riforma voluta da Zauli del 1958.
Questi sono i gironi organizzati dal Comitato Regionale Ligure per la regione Liguria.

## Girone A

### Squadre partecipanti
| Squadra                 | Città (provincia)     | Stagione precedente |
| ----------------------- | --------------------- | ------------------- |
| U.S. Albenga            | Albenga (SV)          |                     |
| U.S. Albisola           | Albissola Marina (SV) |                     |
| S.S. Argentina          | Arma di Taggia (IM)   |                     |
| U.S. Auxilium           | Alassio (SV)          |                     |
| Gruppo Sportivo "C"     | Genova (Quart. Pegli) |                     |
| U.S. Cairese            | Cairo Montenotte (SV) |                     |
| U.S. Carcarese          | Carcare (SV)          |                     |
| U.S. Cengio             | Cengio (SV)           |                     |
| U.S. Cristoforo Colombo | Cogoleto (GE)         |                     |
| U.S. Dianese            | Diano Marina (IM)     |                     |
| Elah Pegli              | Genova (Quart. Pegli) |                     |
| U.S. Gagliardi Loanesi  | Loano (SV)            |                     |
| F.C. Vado               | Vado Ligure (SV)      |                     |
| F.B.C. Varazze          | Varazze (SV)          |                     |
| F.B.C. Veloce           | Savona (SV)           |                     |
| U.S. Ventimigliese      | Ventimiglia (IM)      |                     |

### Classifica finale
|  | Pos. | Squadra            | Pt  | G   | V   | N   | P   | GF  | GS  | DR  |
|  | ---- | ------------------ | --- | --- | --- | --- | --- | --- | --- | --- |
|  | 1.   | Albenga            | 49  | 30  | 22  | 5   | 3   | 73  | 24  | +49 |
|  | 2.   | Cairese            | 46  | 30  | 20  | 6   | 4   | 59  | 17  | +42 |
|  | 3.   | Gruppo C           | 43  | 30  | 19  | 5   | 6   | 60  | 29  | +31 |
|  | 4.   | Vado               | 38  | 30  | 15  | 8   | 7   | 57  | 37  | +20 |
|  | 5.   | Loanesi            | 37  | 30  | 14  | 9   | 7   | 40  | 25  | +15 |
|  | 6.   | Argentina          | 36  | 30  | 15  | 6   | 9   | 50  | 34  | +16 |
|  | 7.   | Ventimigliese      | 33  | 30  | 14  | 5   | 11  | 42  | 40  | +2  |
|  | 8.   | Veloce Savona      | 31  | 30  | 11  | 9   | 10  | 44  | 34  | +10 |
|  | 9.   | Elah Pegli         | 27  | 30  | 12  | 3   | 15  | 57  | 56  | +1  |
|  | 9.   | US Albisola 1909   | 27  | 30  | 10  | 7   | 13  | 43  | 54  | -11 |
|  | 11.  | Cristoforo Colombo | 25  | 30  | 7   | 11  | 12  | 34  | 49  | -15 |
|  | 12.  | Varazze            | 23  | 30  | 8   | 7   | 15  | 36  | 55  | -19 |
|  | 13.  | Auxilium           | 22  | 30  | 8   | 6   | 16  | 26  | 49  | -23 |
|  | 14.  | Cengio (-1)        | 16  | 30  | 4   | 9   | 17  | 34  | 73  | -39 |
|  | 15.  | Dianese            | 15  | 30  | 5   | 5   | 20  | 31  | 60  | -29 |
|  | 16.  | Carcarese          | 11  | 30  | 3   | 5   | 22  | 12  | 62  | -50 |
|  |      |                    | 479 | 480 | 187 | 106 | 187 | 698 | 698 | 0   |

Legenda:
      Ammesso agli spareggi promozione.
      Retrocesso in Seconda Categoria.
  Retrocesso e in seguito riammesso.
  Non disputa il campionato successivo.
Regolamento:
Due punti a vittoria, uno a pareggio, zero a sconfitta.
Note:
Cengio ha scontato 1 punto di penalizzazione in classifica per una rinuncia.

## Girone B

### Squadre partecipanti
| Squadra                           | Città (provincia)                   | Stagione precedente |
| --------------------------------- | ----------------------------------- | ------------------- |
| A.S. A.N.P.I. Sport E. Casassa    | Genova                              |                     |
| A.C. Arsenalspezia                | La Spezia                           |                     |
| Borgo Pila                        | Genova                              |                     |
| G.S. Borgoratti                   | Genova (Quart. Borgoratti)          |                     |
| Pol. Carlo Grasso                 | Rapallo (GE)                        |                     |
| U.S. Don Bosco                    | Genova (Quart. Sampierdarena)       |                     |
| U.S. Edera                        | Genova (Quart. Pra')                |                     |
| G.S. Fincosit                     | Genova (Quart. Sampierdarena)       |                     |
| S.C. Ligorna                      | Genova                              |                     |
| U.S. Pontedecimo                  | Genova (Quart. Pontedecimo)         |                     |
| S.C. Riva Trigoso                 | Riva Trigoso di Sestri Levante (GE) |                     |
| U.S. Rivarolese                   | Genova (Quart. Rivarolo)            |                     |
| U.S. Sampierdarenese 1946         | Genova (Quart. Sampierdarena)       |                     |
| U.S. Sant'Agostino di Sant'Olcese | Sant'Olcese (GE)                    |                     |
| F.S. Sestrese                     | Ge-Sestri Ponente                   |                     |
| S.S. Vigili Urbani                | Genova                              |                     |

### Classifica finale
|  | Pos. | Squadra                   | Pt  | G   | V   | N   | P   | GF  | GS  | DR  |
|  | ---- | ------------------------- | --- | --- | --- | --- | --- | --- | --- | --- |
|  | 1.   | Sestrese                  | 46  | 30  | 19  | 8   | 3   | 62  | 20  | +42 |
|  | 1.   | Pontedecimo               | 46  | 30  | 20  | 6   | 4   | 51  | 21  | +30 |
|  | 3.   | Arsenalspezia             | 45  | 30  | 19  | 7   | 4   | 61  | 15  | +46 |
|  | 4.   | Carlo Grasso              | 41  | 30  | 15  | 11  | 4   | 36  | 20  | +16 |
|  | 5.   | Vigili Urbani Genova      | 39  | 30  | 14  | 11  | 5   | 40  | 16  | +24 |
|  | 6.   | S.Agostino di S.Olcese    | 35  | 30  | 11  | 13  | 6   | 36  | 23  | +13 |
|  | 7.   | Ligorna                   | 30  | 30  | 6   | 18  | 6   | 23  | 24  | -1  |
|  | 8.   | Riva Trigoso              | 29  | 30  | 9   | 11  | 10  | 30  | 30  | 0   |
|  | 9.   | Don Bosco                 | 27  | 30  | 9   | 9   | 12  | 35  | 35  | 0   |
|  | 10.  | A.N.P.I. Sport E. Casassa | 23  | 30  | 5   | 13  | 12  | 23  | 32  | -9  |
|  | 11.  | Borgo Pila                | 22  | 30  | 8   | 6   | 16  | 28  | 47  | -19 |
|  | 11.  | Rivarolese                | 22  | 30  | 6   | 10  | 14  | 29  | 49  | -20 |
|  | 11.  | Edera                     | 22  | 30  | 5   | 12  | 13  | 25  | 50  | -25 |
|  | 14.  | Sampierdarenese 1946      | 21  | 30  | 6   | 9   | 15  | 21  | 35  | -14 |
|  | 15.  | Fincosit                  | 20  | 30  | 8   | 4   | 18  | 23  | 57  | -34 |
|  | 16.  | Borgoratti                | 12  | 30  | 2   | 8   | 20  | 19  | 64  | -45 |
|  |      |                           | 480 | 480 | 162 | 156 | 162 | 542 | 538 | 0   |

Legenda:
      Ammesso agli spareggi promozione.
      Retrocesso in Seconda Categoria.
  Retrocesso e in seguito riammesso.
  Non disputa il campionato successivo.
Regolamento:
Due punti a vittoria, uno a pareggio, zero a sconfitta.
Note:
Discrepanza di 4 reti tra le reti totali fatte e le subite: (542/538).

## Spareggi promozione

### Classifica finale
|  | Pos. | Squadra     | Pt | G | V | N | P | GF | GS | DR |
|  | ---- | ----------- | -- | - | - | - | - | -- | -- | -- |
|  | 1.   | Albenga     | 9  | 6 | 4 | 1 | 1 | 8  | 3  | +5 |
|  | 2.   | Sestrese    | 9  | 6 | 4 | 1 | 1 | 10 | 6  | +4 |
|  | 3.   | Pontedecimo | 6  | 6 | 2 | 2 | 2 | 2  | 3  | -1 |
|  | 4.   | Cairese     | 0  | 6 | 0 | 0 | 6 | 1  | 9  | -8 |

Legenda:
      Promosso in Serie D 1964-1965.
Regolamento:
Due punti a vittoria, uno a pareggio, zero a sconfitta.

#### Spareggio per l'ammissione alla Serie D
|         | Risultato |          | Luogo e data                   |
| ------- | --------- | -------- | ------------------------------ |
| Albenga | 1 - 0     | Sestrese | Genova-Marassi, 19 luglio 1964 |
|         |           |          |                                |

### Calendario
| Andata (1ª) | Andata (1ª) | 1ª giornata andata / 6ª giornata ritorno | Ritorno (6ª) | Ritorno (6ª) |
|             |             |                                          |              |              |
| 7 giu.      | 0-1         | Cairese-Pontedecimo                      | 0-1          | 12 lug.      |
| 7 giu.      | 3-2         | Sestrese-Albenga                         | 0-3          | 12 lug.      |

| Andata (2ª) | Andata (2ª) | 2ª giornata          | Ritorno (5ª) | Ritorno (5ª) |
|             |             |                      |              |              |
| 14 giu.     | 0-0         | Pontedecimo-Sestrese | 0-2          | 5 lug.       |
| 14 giu.     | 1-0         | Albenga-Cairese      | 1-0          | 5 lug.       |

| \| Andata (3ª) \| Andata (3ª) \| 3ª giornata andata / 4ª giornata ritorno \| Ritorno (4ª) \| Ritorno (4ª) \| \| \| \| \| \| \| \| 21 giu. \| 0-3 \| Cairese-Sestrese \| 1-2 \| 28 giu. \| \| 21 giu. \| 1-0 \| Albenga-Pontedecimo \| 0-0 \| 28 giu. \| |             |                                          |              |              |
| Andata (3ª) | Andata (3ª) | 3ª giornata andata / 4ª giornata ritorno | Ritorno (4ª) | Ritorno (4ª) |
| |             |                                          |              |              |
| 21 giu. | 0-3         | Cairese-Sestrese                         | 1-2          | 28 giu.      |
| 21 giu. | 1-0         | Albenga-Pontedecimo                      | 0-0          | 28 giu.      |

### Libri
- Annuario F.I.G.C. 1963-1964, Roma (1964) conservato presso tutti i Comitati Regionali F.I.G.C.-L.N.D., la Lega Nazionale Professionisti e la Biblioteca Nazionale Centrale di Firenze.

### Giornali
- Archivio della Gazzetta dello Sport, anni 1963  e 1964, consultabile presso le Biblioteche:
  - Biblioteca Nazionale Braidense di Milano;
  - Biblioteca Nazionale Centrale di Firenze;
  - Biblioteca Nazionale Centrale di Roma;
  - Biblioteca Civica Berio di Genova;
  - e presso Emeroteca del C.O.N.I. di Roma (non è online ma è da consultare in sede).